# King Repp
King Repp, bürgerlicher Name Alfred Wolf, (* 20. Januar 1898 in Berlin; † 8. April 1968 in Berlin-Französisch Buchholz) war ein deutscher Exzentriker-Jongleur.

## Leben
Wolf war in armen Verhältnissen als Sohn eines Oberkellners im Berliner Prater aufgewachsen. Sein Onkel war als Billard-Jongleur Asra (Waldemar Paetzold) bekannt und nahm Einfluss auf die künstlerische Entwicklung des Neffen. Schon als 15-Jähriger trat Wolf öffentlich als Komiker auf. Den ersten Tourneeauftritt hatte er mit Georg Baumdecker im „Duo Alaska“. Vorbild für seine frühen Auftritte war für ihn der Komiker und Artist W. C. Fields.
Durch seine eigenen Ideen und Gags wurde er bald selbst Vorbild für eine ganze Künstlergeneration. 1925 führte er in der jungen Sowjetunion eine Artistenschule für mehr als ein Jahr. Er war dort im Zusammenhang mit den Aktivitäten der Internationale Künstlerliga.
Früh in seiner Laufbahn wurde er „König der Jongleure“ genannt. 1923 machte er dies zur Idee für seinen Auftritt. Er bestieg einen „goldenen Thron“ und begann aus dieser Umgebung heraus zu jonglieren. Damit verbunden ist sein Künstlername „King Repp“, die ihm nach diesem Programm lebenslang erhalten blieb. 1930 wirkte er mit seiner Jongleurkunst am UFA-Film „Die letzte Kompagnie“, der unter Regie von C. Bernhardt und K. Evans stand.
Mit seiner Frau Friedel Wolf (1892–1972) als Partnerin trat er auf allen fünf Kontinenten auf. Mehrfach trat er in seiner Heimatstadt Berlin im Wintergarten auf und wirkte aktiv am Programm mit. Bis weit in die 1950er Jahre ging er noch im In- und Ausland auf Tournee. Durch seinen Welterfolg bekam er finanzielle Unabhängigkeit. 1944 zog er nach Französisch Buchholz, einem Ortsteil in Berlin-Pankow. Hier richtete er sich sein eigenes Varieté ein, den Viktoria-Garten in Berlin-Buchholz, Pasewalker Straße.
Aus dem Erlös von Veranstaltungen in seiner Kultureinrichtung spendete er Geld für das Schwimmbad im Ort, das noch heute existiert. Für seinen Freund Salerno trug er die Bestattungskosten, als dieser verarmt verstarb.
Seine letzte Ruhe fand er auf dem Friedhof, an seinem letzten Wohnsitz in Französisch-Buchholz.

## Leistungen
Er gilt als der berühmteste deutsche Jongleur. Seine Form fand er als Exzentrik-Jongleur (Jongleur-Komiker) und er führte diese Art des Auftrittes in die Varietékunst ein. Aus dem Publikum kommend begann er den Künstler auf der Bühne „zu stören“, in dem er eingriff und sich über den Partner lustig machte. Anschließend führte er die Nummer besser aus als sein Partner. Selbst Rastelli wurde von ihm komisch interpretiert, in dem er drei Bälle und eine Holzzigarre kreisen ließ.
Eine andere Neuheit von ihm bestand darin, dass er erstmals drei verschiedenfarbige Zylinder (in den Ampelfarben:rot, gelb, grün) bei seiner Nummer einsetzte. Diese Zylinder ließ er dann um seinen Kopf kreisen. Sein Originaltrick war das Jonglieren mit sechs Reifen und jeweils zwei Bällen, die er mit Händen, Fuß, Rücken und Kopf bewegte.